# Pieve di San Pietro (Tizzano Val Parma)
La pieve di San Pietro è un luogo di culto cattolico dalle forme romaniche situato in strada della Pieve 4 a Tizzano Val Parma, in provincia e diocesi di Parma; appartiene al gruppo delle pievi parmensi ed è sede di una parrocchia compresa nella zona pastorale della Montagna.

## Storia
Il luogo di culto originario fu costruito in età altomedievale, quasi sicuramente verso il X secolo, ma la più antica testimonianza della sua esistenza risale soltanto all'11 giugno 1005, quando la pieve di Sancti Petri de Ticiano fu citata nell'Ordo Archipresbiterorum Plebium, voluto dal vescovo di Parma Sigifredo II. La posizione panoramica dell'edificio sulla cima del monte Rotondo rivestiva all'epoca un importante ruolo strategico, in quanto dominante sulla Val Parma e sulla Val Parmossa e in contatto visivo coi principali castelli e pievi dei dintorni.
Tra l'XI e il XII secolo la chiesa fu completamente ricostruita su un impianto basilicale a tre navate terminanti in altrettante absidi semicircolari, secondo la tradizione su committenza della contessa Matilde di Canossa.
L'importanza della pieve crebbe nei secoli successivi: nel 1230, come testimoniato dal Capitulum seu Rotulus Decimarum della diocesi di Parma, erano poste alle sue dipendenze le cappelle di Cereto, Albazzano e Carobbio, cui si aggiunse entro il 1299 quella di Casola.
Nel 1485 gli interni furono decorati con una serie di affreschi, probabilmente su committenza di vari fedeli; verso la fine del secolo furono inoltre eseguiti alcuni lavori, che comportarono la demolizione delle absidi laterali e la costruzione dell'esonartece.
Nella seconda metà del XVIII secolo l'edificio fu profondamente modificato in stile neoclassico, con la sostituzione delle capriate lignee di copertura con una volta a botte, la demolizione dell'abside residua, la ricostruzione del presbiterio a pianta rettangolare, l'aggiunta delle due sagrestie, la decorazione degli interni e infine la realizzazione del nuovo portale nel 1788.
Nel 1957 furono avviati importanti lavori di risistemazione della chiesa, che consentirono di riportare alla luce la sua originaria veste romanica, grazie all'eliminazione delle volte e degli intonaci settecenteschi e alla ricostruzione delle capriate di copertura; le opere furono completate il 25 dicembre 1964.
Tra il 2010 e il 2012 l'edificio fu nuovamente interessato da interventi di restauro e di consolidamento strutturale, che nel 2016 furono ripresi per mettere in sicurezza due delle colonne interne.

## Descrizione

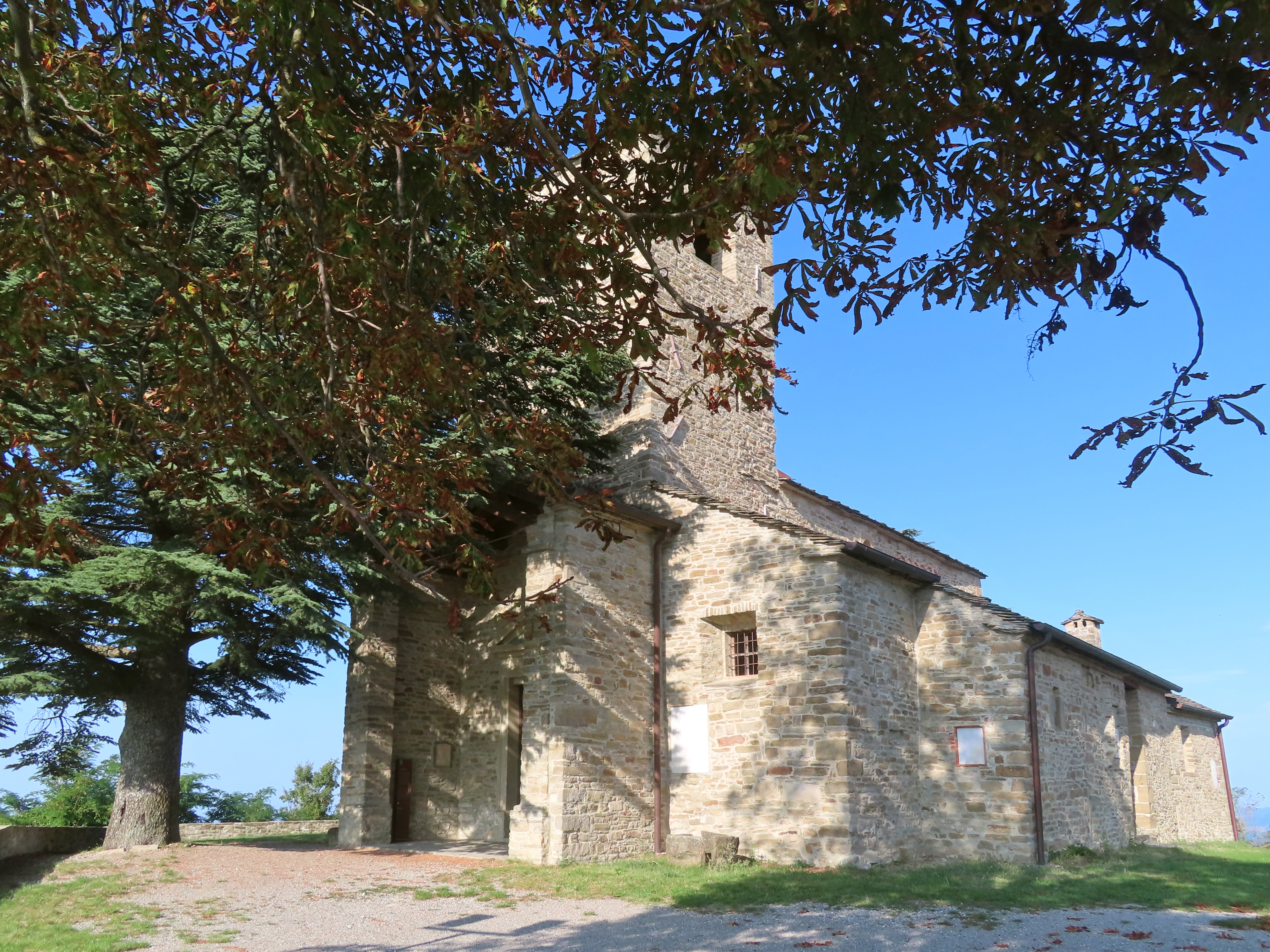
Facciata e lato sud

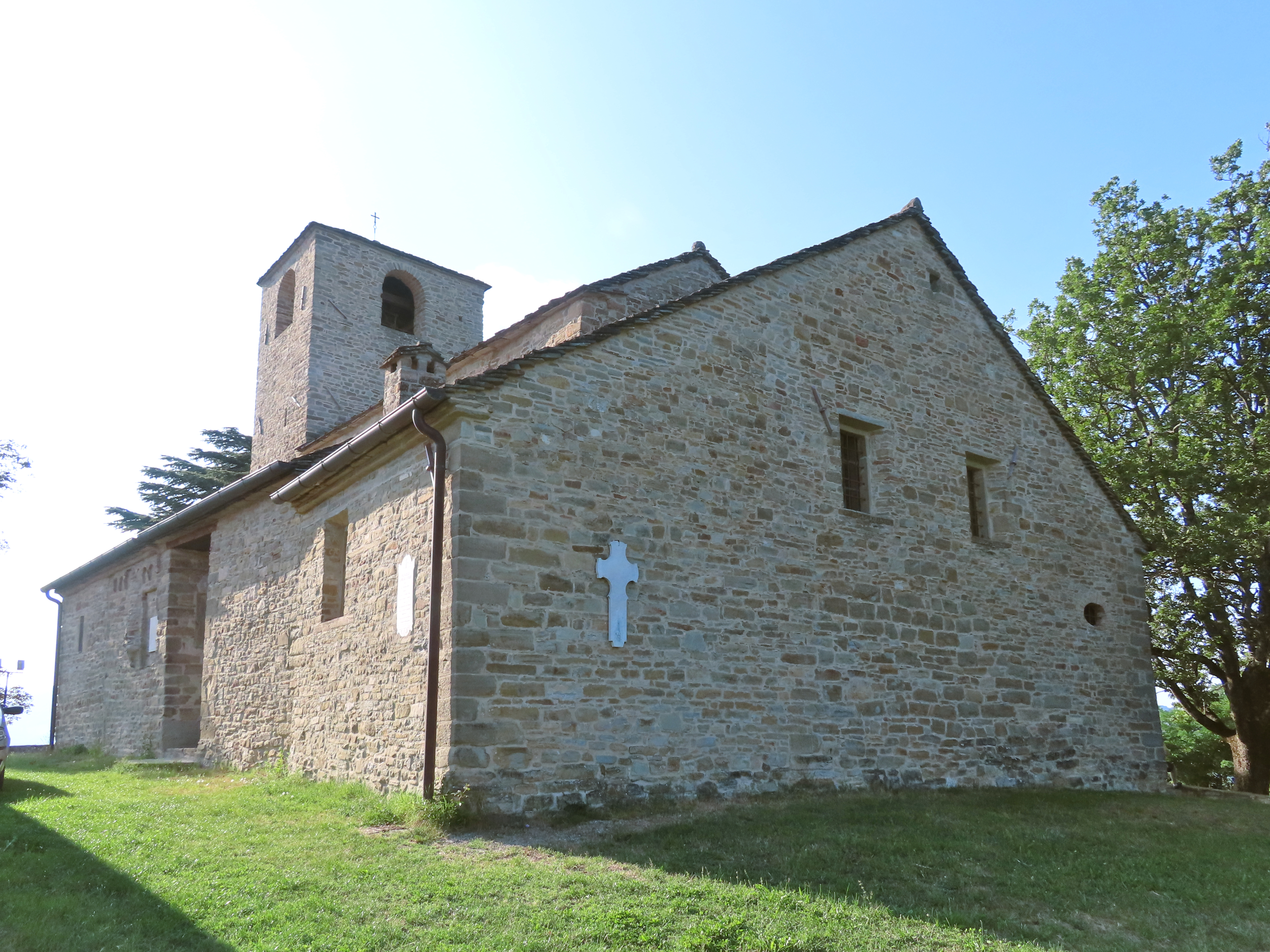
Retro e lato sud

La pieve si sviluppa su un impianto basilicale a tre navate affiancate da tre cappelle per parte, con ingresso preceduto da un portico a ovest e presbiterio rettangolare fiancheggiato da due sagrestie a est.
La facciata, interamente rivestita in conci di pietra come il resto dell'edificio, è caratterizzata dalla presenza della massiccia torre campanaria a pianta rettangolare, che si erge al centro del prospetto in corrispondenza dell'ingresso, secondo lo schema a clocher-porche molto diffuso fra le chiese romaniche francesi ma molto raro nelle strutture italiane dell'epoca; la cella campanaria, affacciata sulle quattro fronti attraverso monofore ad arco a tutto sesto, accoglie una campana fusa nel 1360; il portale d'accesso, delimitato da una cornice in pietra coronata da un frontone triangolare, è preceduto da un alto esonartece a capanna coperto da capriate lignee.
Dai fianchi aggettano le cappelle laterali, aggiunte a più riprese al più alto corpo romanico, caratterizzato dalla presenza di piccole monofore strombate ad arco a tutto sesto e di archetti pensili a coronamento; al centro del lato meridionale, all'interno di un piccolo portico si apre l'antico portale d'ingresso secondario ad arco ribassato; la decorazione dell'archivolto, scolpito con bassorilievi rappresentanti una serie di figure geometriche e, nel mezzo, una croce greca, testimonierebbe la committenza matildica dell'edificio.
Il rustico e asimmetrico prospetto retrostante a capanna, risalente al XVIII secolo, è caratterizzato dalla presenza di due finestre rettangolari strombate aperte in corrispondenza del presbiterio.

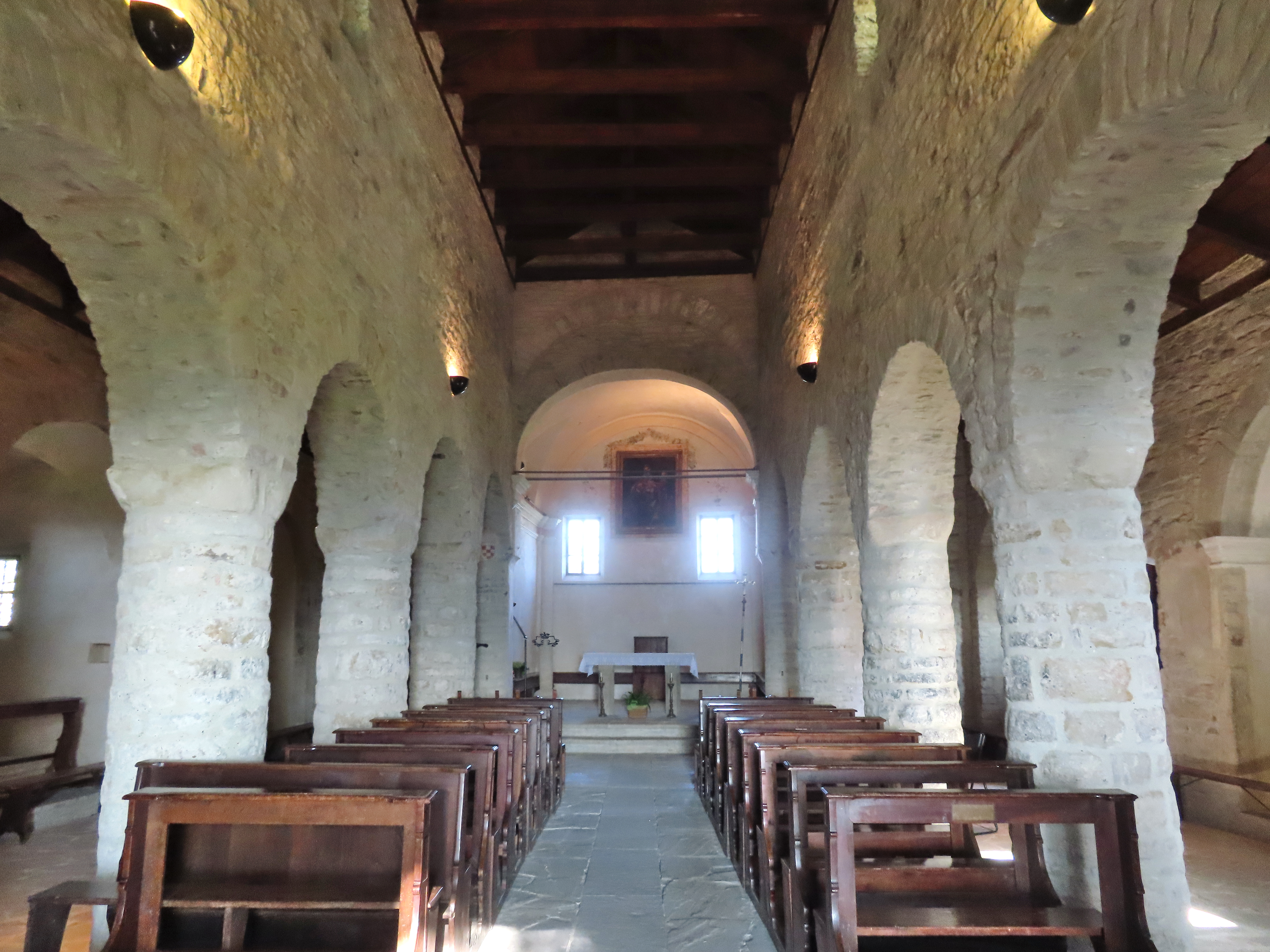
Navata centrale

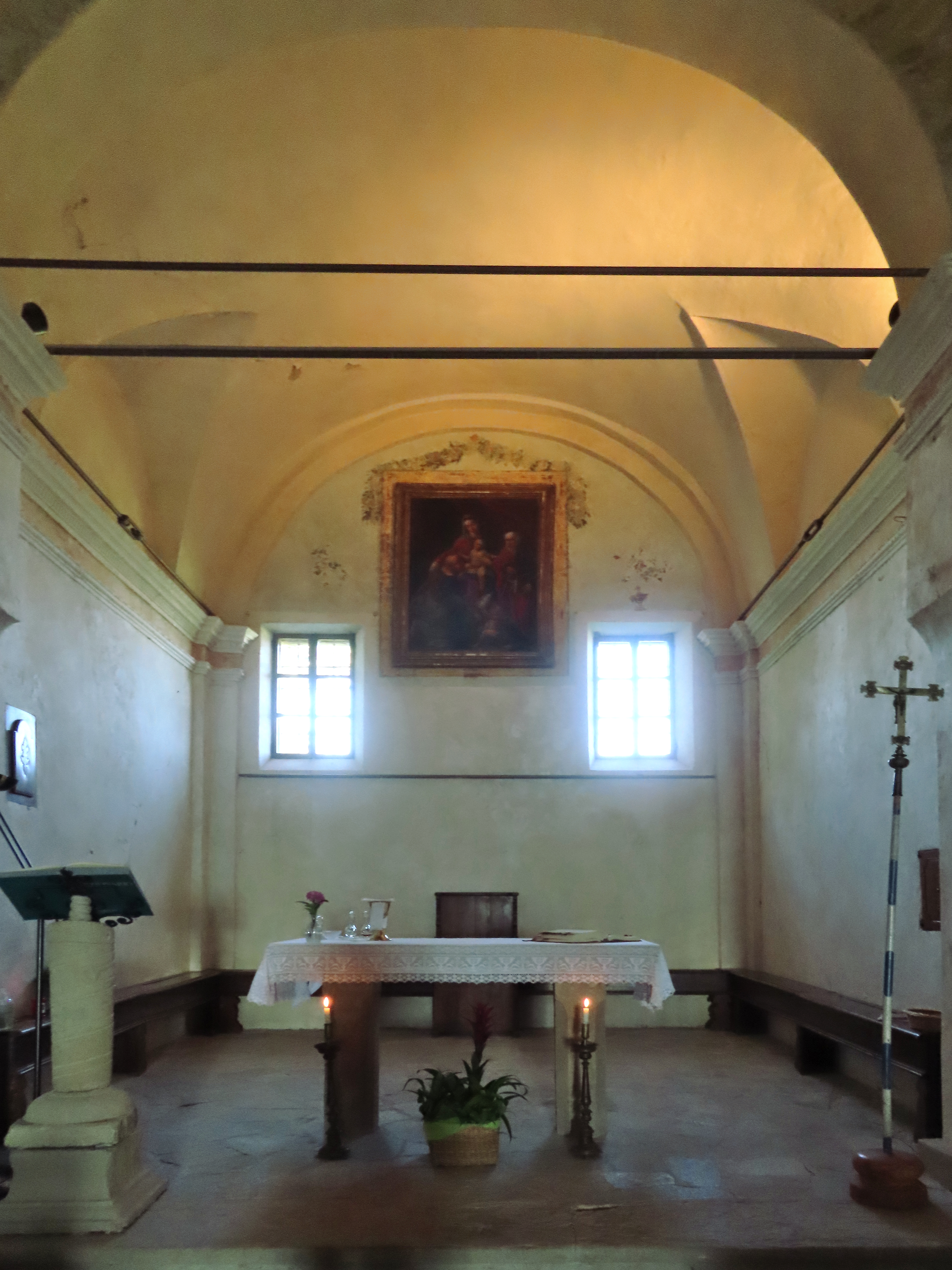
Presbiterio

All'interno la navata principale, coperta da capriate lignee, è suddivisa dalle laterali attraverso una serie di arcate a tutto sesto, rette da massicce colonne in pietra coronate da capitelli sbozzati a cubo scantonato; le pareti, rivestite in blocchi di pietra, furono probabilmente intonacate già nel XII secolo e furono ornate con affreschi nel XV; gli antichi dipinti, parzialmente rinvenuti durante i restauri novecenteschi, furono commissionati nel 1485 da alcuni fedeli, tra i quali un tal Angelet e il marchese della Torre, identificabile probabilmente in Gianfrancesco I Pallavicino; staccati e ricollocati nell'oratorio della Madonna del Santo Rosario nel centro di Tizzano Val Parma, i decori residui raffigurano la Madonna col Bambino in trono tra due angeli reggicandelabro, un Palafreniere che tiene per le redini tre cavalli, la Madonna col Bambino in trono, la Madonna col Bambino e Sant'Antonio Abate. Sui fianchi si aprono all'interno di arcate le cappelle laterali, di dimensioni e forme diverse tra loro.
Il neoclassico presbiterio a pianta rettangolare, lievemente sopraelevato, è preceduto dall'arco trionfale; l'ambiente, sviluppato su una pianta rettangolare, si distingue dall'aula per la presenza degli intonaci di rivestimento e della cornice decorativa in corrispondenza del piano d'imposta della volta a botte lunettata di copertura, risalenti alla ristrutturazione settecentesca; al centro è collocato l'altare maggiore a mensa in pietra serena, aggiunto tra il 1970 e il 1980. Sul fondo, tra due finestre si staglia la pala raffigurante la Sacra Conversazione con San Paolo e San Pietro, dipinta probabilmente da Gaetano Tedeschi tra la seconda metà del XVIII secolo e la prima metà del XIX.
La chiesa conserva alcune opere di pregio, tra cui un olio raffigurante San Pietro, eseguito da Giovanni Riccò nel 1846 su commissione della duchessa Maria Luigia, un fonte battesimale del 1602 e un baldacchino processionale del 1788.